# Listă de munți pe Io

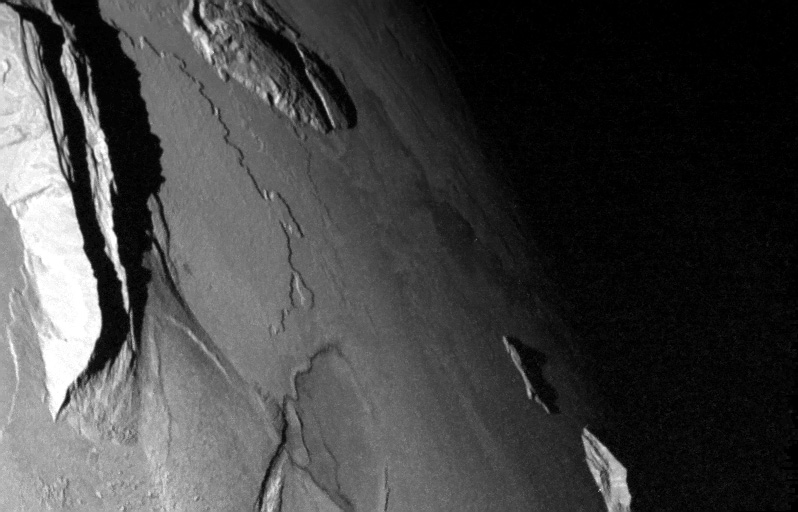
Mongibello Mons și alte forme de relief topografice din emisfera anterioară a lui Io

Peste 135 de munți au fost identificați pe suprafața lui Io.  În ciuda vulcanismului activ extins care are loc pe Io, majoritatea munților de pe Io sunt formați prin procese tectonice. Aceste structuri au în medie 6 km (4 mi) înălțime și ajung la maximum 17,5 ± 1.5 km (10,9 ± 1 mi) la Boösaule Montes de sud.  Munții par adesea ca mari (munții au în medie 157 km (98 mi) lungime), structuri izolate fără modele tectonice globale aparent conturate, în contrast cu situația de pe Pământ.  Pentru a susține topografia extraordinară observată la acești munți necesită compoziții de rocă constând în principal din silicați, spre deosebire de sulf. 
Munții de pe Io (în general, structuri care se ridică deasupra câmpiilor din jur) au o varietate de morfologii. Podișurile sunt cele mai comune.  Aceste structuri seamănă cu mesa mari, cu vârf plat, cu suprafețe accidentate. Alți munți par a fi blocuri de crustă înclinate, cu o pantă mică față de suprafața anterior plană și o pantă abruptă constând din materiale anterior sub suprafață ridicate de stresurile de compresiune. Ambele tipuri de munți au adesea scarpuri abrupte de-a lungul uneia sau mai multor margini. Doar o mână de munți de pe Io par să aibă o origine vulcanică. Acești munți seamănă cu vulcani scut mici, cu pante abrupte (6–7°) lângă o calderă centrală mică și pante puțin adânci de-a lungul marginilor lor.  Acești munți vulcanici sunt adesea mai mici decât muntele mediu de pe Io, având în medie doar 1 la 2 kilometri (0,6 la 1,2 mi) în înălțime și de la 40 la 60 kilometri (25 la 37 mi) lățime. Alți vulcani scut cu pante mult mai puțin abrupte sunt deduși din morfologia mai multor vulcani din Io, unde curgeri subțiri iradiază dintr-o patera centrală, cum ar fi la Ra Patera⁠(d). 
Unii dintre munții lui Io au primit denumiri oficiale de la Uniunea Astronomică Internațională . Numele sunt o combinație a unui nume de persoană sau de loc derivat din povestea mitologică greacă a lui Io, Infernul lui Dante, sau din numele unei forme de relief din apropiere de pe suprafața Io și un termen descriptiv aprobat. Termenii descriptivi, sau categoriile, utilizați pentru acești munți depind de morfologia lor, care este o reflectare a vârstei muntelui, originea geologică (vulcanică sau tectonică) și procesele de mișcare de masă. Munții formați din masive, creste sau vârfuri izolate folosesc termenul descriptiv, mons sau pluralul montes, termenul latin pentru munte. Aceste forme de relief sunt numite după locații proeminente din călătoriile mitologice grecești din Io sau locuri menționate în Infernul lui Dante .  Podișurilor li se dă în mod normal termenul descriptiv mensa (pl. mensae ), termenul latin pentru mesa, deși unii munți cu morfologie de podiș folosesc mons . Mensaele ioniane sunt numite după figuri mitologice asociate cu mitul Io, personaje din Infernul lui Dante .  La fel ca și munții, aceste forme de relief pot fi denumite și după vulcanii din apropiere. Unele unități de câmpie stratificată au denumiri folosind termenul descriptiv planum (pl. plana ). Cu toate acestea, alte structuri mai muntoase, cum ar fi Danube Planum, folosesc termenul. Parțial ca urmare a utilizării inconsecvente a acestui termen, planum nu a mai fost folosit din epoca Voyager . Plana ioniane poartă numele unor locații asociate cu mitul Io.  Cazuri rare de munți vulcanici, cum ar fi vulcanul scut Tsũi Goab Tholus, folosesc termenul tholus (plural: tholi ). Tholi ioniani poartă numele unor oameni asociați cu mitul Io sau cu formele de relief din apropiere de pe suprafața lui Io. 
Vezi și listă de forme de relief vulcanice pe Io și listă de regiuni pe Io .

## Listă de munți ioniani numiți
Următorul tabel enumeră acele structuri topografice pozitive (munti, platouri, vulcani scut și câmpii stratificate) cărora li s-a dat nume de către Uniunea Astronomică Internațională .  Coordonatele și lungimea provin de pe site-ul web USGS care găzduiește acea listă de nomenclatură. Informații despre înălțime din lucrarea lui Paul Schenk din 2001, „Munții din Io: perspective globale și geologice de la Voyager și Galileo”.  Când numele se referă la mai mulți munți, cel mai înalt vârf de la Schenk și colab. 2001 este listat. Cele ale căror înălțimi provin din alte surse sunt notate și furnizate în tabel. Intervalele de înălțime rezultă din incertitudini datorate diferitelor metode utilizate pentru a determina înălțimea muntelui.
| Munte            | Numit după                | Coordonate                          | Lungime   | Height       |
| ---------------- | ------------------------- | ----------------------------------- | --------- | ------------ |
| Apis Tholus      | Apis (grec)               | 10°54′S 347°53′W / 10.9°S 347.88°V  | 145.71 km | N/A          |
| Argos Planum     | Argos                     | 47°59′S 317°49′W / 47.98°S 317.81°V | 195.45 km | 3.2 km       |
| Boösaule Montes  | Boösaule (grec)           | 3°41′S 269°05′W / 3.68°S 269.09°V   | 546.98 km | 17.5–18.2 km |
| Capaneus Mensa   | Capaneus (Divina Comedie) | 16°24′S 121°35′W / 16.4°S 121.59°V  | 291.49 km | 9.2–9.5 km   |
| Caucasus Mons    | Caucaz                    | 32°23′S 238°34′W / 32.38°S 238.57°V | 152.44 km | 10.6 km      |
| Crimea Mons      | Crimeea                   | 76°10′S 241°11′W / 76.16°S 241.18°V | 143.31 km | 3.7 km       |
| Danube Planum    | Dunărea                   | 22°44′S 257°26′W / 22.73°S 257.44°V | 244.22 km | 5.5 km       |
| Dodona Planum    | Dodona                    | 58°48′S 347°31′W / 58.8°S 347.51°V  | 522.83 km | N/A          |
| Dorian Montes    | Dorian                    | 25°53′S 198°08′W / 25.89°S 198.13°V | 495.25 km | 8.5–9.2 km   |
| Echo Mensa       | Echo (grec)               | 80°00′S 355°38′W / 80.0°S 355.63°V  | 203.41 km | 1.5 km       |
| Egypt Mons       | Egipt                     | 41°29′S 257°36′W / 41.49°S 257.6°V  | 193.66 km | 10.0 km      |
| Epaphus Mensa    | Epaphus (grec)            | 52°58′S 239°59′W / 52.97°S 239.99°V | 203.41 km | N/A          |
| Ethiopia Planum  | Etiopia                   | 45°18′S 24°35′W / 45.3°S 24.59°V    | 331.32 km | 4.5 km       |
| Euboea Montes    | Euboea                    | 48°53′S 338°46′W / 48.89°S 338.77°V | 439.94 km | 10.3–13.4 km |
| Euxine Mons      | Euxine                    | 26°16′N 126°29′W / 26.27°N 126.49°V | 286.17 km | 7.7 km       |
| Gish Bar Mons    | Gish Bar (Babilonian)     | 18°36′N 87°42′W / 18.6°N 87.7°V     | 110.0 km  | 9.7–11.0 km  |
| Haemus Montes    | Haemus (grec)             | 69°43′S 46°14′W / 69.71°S 46.23°V   | 333.56 km | 10.8 km      |
| Hermes Mensa     | Hermes (grec)             | 43°29′S 246°18′W / 43.48°S 246.3°V  | 134.8 km  | N/A          |
| Hiʻiaka Montes   | Hiʻiaka (Hawaiian)        | 5°08′S 81°48′W / 5.13°S 81.8°V      | 406.34 km | 11.1 km      |
| Hybristes Planum | Hybristes                 | 54°25′S 18°27′W / 54.41°S 18.45°V   | 195.1 km  | N/A          |
| Inachus Tholus   | Inachus (grec)            | 16°11′S 347°46′W / 16.18°S 347.76°V | 176.96 km | 1.8 km       |
| Ionian Mons      | Marea Ionică              | 8°37′N 236°34′W / 8.61°N 236.56°V   | 159.08 km | 12.7 km      |
| Iopolis Planum   | Iopolis                   | 35°19′S 332°43′W / 35.31°S 332.72°V | 240.16 km | 4.5 km       |
| Iynx Mensa       | Iynx (grec)               | 62°15′S 303°59′W / 62.25°S 303.98°V | 121.64 km | 4.5 km       |
| Lyrcea Planum    | Lyrcea                    | 41°55′S 268°50′W / 41.92°S 268.83°V | 423.71 km | N/A          |
| Monan Mons       | Monan (Brazilian)         | 15°12′N 104°30′W / 15.2°N 104.5°V   | 297.0 km  | 6.5 km       |
| Mongibello Mons  | Muntele Etna              | 22°45′N 66°57′W / 22.75°N 66.95°V   | 183.37 km | 8.6 km       |
| Nemea Planum     | Nemea                     | 72°49′S 267°43′W / 72.82°S 267.72°V | 835.05 km | 2.8–6.0 km   |
| Nile Montes      | Nil                       | 52°04′N 250°01′W / 52.07°N 250.02°V | 449.99 km | 5.5–6.5 km   |
| Ot Mons          | Ot Ene (Mongol)           | 4°13′N 215°38′W / 4.21°N 215.64°V   | 154.71 km | 3.6 km       |
| Pan Mensa        | Pan (grec)                | 50°53′S 31°46′W / 50.88°S 31.77°V   | 218.09 km | 5.0 km       |
| Pillan Mons      | Pillan (Araucanian)       | 8°49′S 246°43′W / 8.81°S 246.72°V   | 163.0 km  | 5.0–5.3 km   |
| Prometheus Mensa | Prometheus (grec)         | 1°54′S 151°54′W / 1.9°S 151.9°V     | 184.0 km  | N/A          |
| Rata Mons        | Rātā (Maori)              | 36°18′S 201°10′W / 36.3°S 201.16°V  | 169.93 km | 7.0–8.1 km   |
| Seth Mons        | Seth (Egiptean)           | 10°43′S 134°11′W / 10.72°S 134.19°V | 135.96 km | 7.0–7.5 km   |
| Shamshu Mons     | Shamsu (Arab)             | 12°00′S 71°31′W / 12.0°S 71.51°V    | 215.12 km | 2.9 km       |
| Silpium Mons     | Silpium (grec)            | 52°43′S 272°20′W / 52.71°S 272.34°V | 114.54 km | 5.5 km       |
| Skythia Mons     | Scythia (grec)            | 26°13′N 99°01′W / 26.21°N 99.01°V   | 253.35 km | 5.5–6.0 km   |
| Telegonus Mensae | Telegonus (grec)          | 53°19′S 115°53′W / 53.31°S 115.89°V | 336.99 km | 2.7–4.0 km   |
| Tohil Mons       | Tohil (Mayaș)             | 29°30′S 160°29′W / 29.5°S 160.49°V  | 371.47 km | 9.0–9.4 km   |
| Tsũi Goab Tholus | Tsui (Khoikhoi)           | 0°06′S 163°00′W / 0.1°S 163.0°V     | 53.0 km   | 0.8 km       |
| Tvashtar Mensae  | Tvashtar (Hindus)         | 61°36′N 119°56′W / 61.6°N 119.94°V  | 326.4 km  | 6.0–6.6 km   |
| Zal Montes       | Zal (Iranian)             | 38°05′N 77°00′W / 38.08°N 77.0°V    | 428.17 km | 7.4 km       |